# Selección de fútbol sub-23 de Italia
La Selección de fútbol sub-23 de Italia, conocida también como la Selección olímpica de fútbol de Italia, es el equipo que representa al país en Fútbol en los Juegos Olímpicos, en los Juegos del Mediterráneo y en el Torneo Esperanzas de Toulon, y es controlada por la Federación Italiana de Fútbol.

## Palmarés
- Juegos Olímpicos
  -  Medalla de Bronce: 1

2004
- Juegos Mediterráneos: 1

1997
- Torneo Esperanzas de Toulon: 1

2008

## Estadísticas

### Eurocopa Sub-21
- 1978 : Cuartos de final.
- 1980 : Cuartos de final.
- 1982 : Cuartos de final.
- 1984 : Semifinales.
- 1986 : Finalista.
- 1988 : Cuartos de final.
- 1990 : Semifinales.
- 1992 : Campeón.
- 1994 : Campeón.
- 1996 : Campeón.
- 1998 : No clasificó.
- 2000 : Campeón.
- 2002 : Semifinales.
- 2004 : Campeón.
- 2006 : Fase de grupos.
- 2007 : Fase de grupos.
- 2009 : Semifinales.
- 2011 : No clasificó.
- 2013 : Finalista.

### Juegos Olímpicos
Desde 1992 los Juegos Olímpicos los disputan selecciones sub-23, y las selecciones europeas sub-21 técnicamente son equipos sub-23.
- antes de 1992: ver selección mayor.
- 1992 : Cuartos de final
- 1996 : Fase de grupos
- 2000 : Cuartos de final
- 2004 : Medalla de bronce
- 2008 : Cuartos de final
- 2012 : No clasificó

### Juegos del Mediterráneo
- 1993: 4.º lugar
- 1997: Campeón
- 2001: equipo sub-20
- 2005: envió equipo B

## Entrenadores
- 1976–1986: Azeglio Vicini
- 1986–1996: Cesare Maldini
- 1996–1998: Rossano Giampaglia
- 1998–2000: Marco Tardelli
- 2000–2006: Claudio Gentile
- 2006–2010: Pierluigi Casiraghi
- 2010–2012: Ciro Ferrara
- 2012–2013: Devis Mangia
- 2013–presente: Luigi Di Biagio